# Peniocereus rosei
Peniocereus rosei là một loài thực vật có hoa trong họ Cactaceae. Loài này được J.G. Ortega mô tả khoa học đầu tiên năm 1926.